# 住民登録番号
住民登録番号（じゅうみんとうろくばんごう、韓国語: 주민등록번호、英語: Resident Registration Number、略称RRN）は、大韓民国において全ての国民に、出生時に与えられる識別番号。韓国版マイナンバーとも。1962年の「大韓民国住民登録法」に基づいて、韓国国民に固有番号が付与され始めた。1968年11月21日になると、住民登録番号が記載された住民登録証が発行され始めた。
実生活では、年齢や本人確認の為に住民登録証を使用する一方、各種文書や通信上ではこの番号を使う。

## 構成
住民登録番号は6つと7つの数字をハイフンでつなぎ、13個の数字を次のように表記する。
yymmdd-snnnnmc
ここで、それぞれの数字は次のような意味がある。
- yymmdd 六数字は生年月日である。例えば1987年1月19日に生まれた人は870119の数字を持つ。
- sは性別を現わす。
  - 9：1800～1899年生まれ男性
  - 0：1800～1899年生まれ女性
  - 1：1900～1999年生まれ男性
  - 2：1900～1999年生まれ女性
  - 3：2000～2099年生まれ男性
  - 4：2000～2099年生まれ女性
  - 5：1900～1999年外国生まれの男性
  - 6：1900～1999年外国生まれの女性
  - 7：2000～2099年外国生まれの男性
  - 8：2000～2099年外国生まれの女性

- nnnnは出生地コード。邑・面・洞ごとに固有番号が行政自治部によって与えられる。
- mは一貫番号。その日に提出された出生届のうち何番目であったかを表す。
- cはチェックディジットである。

住民登録番号が見れば出身地が分かるため、地域差別につながると反対意見が根強かったことから、2020年10月以降付与される番号から、性別以降の6桁をランダムな数字に変更されることになった。ただし、既存の住民登録番号はそのまま維持される。

## インターネットと住民登録番号
2000年代後半現在、韓国では、サイトに加入しようとする際、多くのサイトでは、住民登録番号の入力を義務づけている。サイトの運営者が会員の動向を把握したり、1人につき1つの会員登録とするのに便利な反面、住民登録番号を持たない外国人の加入を排除する可能性が高い。なお、韓国に居住する外国人に付与される外国人登録番号は、近年になって、大手信用情報機関が法務部の外国人登録データベースと連動させているため、利用できるようになった。もっとも、外国人にも門戸を開いているサイト（ダウム、ネイバーなど）がある一方、外国人がそもそも加入できないサイトも存在する。住民登録番号により、朝鮮語を理解する外国人や、韓国国外に住む韓国人の韓国のインターネットへの参与を難しくしている（もっとも、これらの問題は韓国に限らず、同様に国民総背番号制をとる台湾等でも起きている問題である）。
また、住民登録番号の入力が全てのサイトで求められている中で、他人の住民登録番号を盗用するケースが目立ち、2012年8月に違憲判決が出た。流出被害は朴槿恵大統領をふくむ、実に番号の8割にものぼり、韓国政府は2014年9月29日、当制度の改訂案を検討するための公聴会を開いた。政府は、2015年までにインターネット上で住民登録番号による本人確認手続きを完全に禁止する方針を明らかにした。その代替策として「i-PIN」による本人確認手続きサービスの導入を進めている。これにより、従来利用が困難であった在外韓国人の本人確認が可能となった。2014年8月7日、個人情報保護法が改正され、不動産登記等、法が特に認めた場合を除き、住民登録番号を収集することを原則禁止した。ただし、改正後も例外が多く無意味になっているともされている。

## 在外国民と住民登録番号
在日韓国人をはじめとする、韓国国外に永住する韓国人（帰化した者を含む）に対しては、住民登録番号の付与は行われていない。また、在外韓国人が韓国内に長期滞在しても、住民登録番号とは別の国内居所申告番号が付与され、また住民登録証とは別の「国内居所申告証」が交付される。在外韓国人が住民登録番号の付与を受けるためには（韓国へ永住帰国するには）、所持する居住国家の永住権放棄が必要である。朴槿恵政権は、国内に居住する在外韓国人に対して、従来の国内居所申告番号ではなく、住民登録番号を付与し、住民登録証を発給する考えを明らかにした。2015年1月22日、在外国民住民登録制度が開始され、国内に30日以上滞在する在外国民や国外移住者に対して、「在外国民」と記載された住民登録証が発給されるようになった。これにより社会保障、経済活動等において、国民と同様のサービス提供を受けられるようになった。なお、既存の「国内居所申告証」は、2016年6月30日をもって無効となる。

## 参考書籍
- イ・ミンヨン「住民登録番号乱用に関する法的考察」『情報通信政策研究』（朝鮮語）第16巻8号、p1-17、情報通信政策研究院、2004年